# Logodnicii (pictură de Renoir)
Logodnicii, cunoscut și sub numele de Alfred Sisley și soția sa, este o pictură în ulei pe pânză realizată de Auguste Renoir în jurul anului 1868, în timpul primei sale perioade a Salonului, într-o perioadă în care s-a concentrat pe lucrări tematice despre cupluri. Pictura a fost achiziționată de Muzeul Wallraf-Richartz în 1912.

## Context
Renoir și Alfred Sisley (1839-1899) au frecventat amândoi atelierul lui Charles Gleyre la începutul anilor 1860. Până în 1865, ei erau buni prieteni. Renoir a pictat portretul lui Sisley de mai multe ori, începând cu Taverna mamei Anthony (1866). O scrisoare a lui Renoir către artistul Frédéric Bazille (1841-1870) din septembrie 1869 identifică femeia de lângă Sisley ca fiind modelul lui Renoir, Lise Tréhot (1848-1922). În scrisoarea adresată lui Bazille, Renoir scrie despre disperarea sa pentru bani: „Am expus [portretele lui] Lise și Sisley la Carpentier. Voi încerca să cer aproximativ 100 de franci și voi scoate la licitație femeia mea în alb. O voi vinde la orice preț va fi; pentru mine este același lucru.”

## Descriere
Deși Lise era iubita lui Renoir în momentul picturii, acesta a pus-o să pozeze cu Sisley, care era, de asemenea, implicat într-o relație cu o altă femeie, Eugénie Lescouézec. Istoricul de artă Michael F. Zimmermann scrie că „rezultatul a fost imaginea modernă a unui cuplu logodit, precum și un portret de gen mărit la dimensiunea reală. Pictorul prezintă afecțiunea mângâietoare a domnului și intimitatea recunoscătoare a doamnei din perspectiva unui prieten apropiat, care recunoaște aceste gesturi ca fiind obișnuite, dar nu mai puțin emoționante”.

## Influență
Pablo Picasso (1881-1973) a fost un admirator personal al lui Renoir, deținând la un moment dat șapte tablouri ale acestuia și a fost, de asemenea, un apărător înverșunat al lui Renoir împotriva criticilor săi din avangardă. Inspirat de Logodnicii, Picasso a realizat trei studii în creion (Le Ménage Sisley) pe baza operei.

## Analiză
Muzeul a efectuat o radiografie în 2021, care a dezvăluit că sub lucrarea actuală se află o cu totul altă pictură.